# Interdom
Interdom (russisch Интердом) ist eine spezielle Schule für Ausländer in Iwanowo (Russland). Der Name ist eine Abkürzung des russischen Begriffs internazionalny dom (Deutsch: „Internationales Haus“).

## Geschichte
Das Konzept wurde erstmals von Mentona Moser erdacht.
Die Schule wurde am 26. März 1933 von den ansässigen Textilfrauen unter der Leitung der sowjetischen Sektors der Internationalen Roten Hilfe gegründet. Das Internat wurde später nach der Gründerin Jelena Dmitrijewna Stassowa benannt. Es war als Schule für Kinder von unterdrückten demokratischen Führern und Aktivisten aus der ganzen Welt konzipiert.
Große Erweiterungen erfuhr Interdom in den Jahren 1961, 1969 und vor allem um 1990.
Als die Sowjetunion zusammenbrach, wurde Interdom auch ein Heim für viele Kinder, welche Opfer der Nuklearkatastrophe von Tschernobyl waren. Zu Beginn des 21. Jahrhunderts wurden Pläne, die internationale Schule in eine Militärakademie für Kadetten umzuwandeln (siehe Suworow-Militärschule), erfolgreich blockiert. Dies gelang dank einer großen Anstrengung des Schulpersonals, des Russischen Roten Kreuzes und der prompten Reaktion des Russischen Komitees für den Frieden, insbesondere durch den Einfluss seines Präsidenten, des ehemaligen Schachweltmeisters Anatoly Karpow.

## Dokumentarfilm
Der Regisseur Ivan Dias porträtierte in seinem Dokumentarfilm „Os Filhos de Ivanovo“ 2003 das Interdom, das für eine besondere Episode in der luso-russischen Geschichte steht. In dem Schulheim lebten während der 1960er und 1970er Jahre auch portugiesische Kinder wie er selbst, meist dorthin geschickt von ihren Eltern, überwiegend inhaftierte oder überwachte kommunistische Oppositionelle des antikommunistischen Estado Novo-Regimes in Portugal. Im Film schildern sie ihre Kindheit im Interdom als unbeschwert und berichten von einer bis heute empfundenen Verbundenheit unter Interdom-Schülern.